# Seznam mest v Litvi
V Litvi so 103 mesta (litovsko: ednina miestas, množina miestai). Status mesta definira parlament kot naselje z več kot 3000 prebivalci, od katerih več kot dve tretjini delata v sektorju industrije ali storitev. Naselja z manj kot 3000 prebivalci, ki so imela status mesta v zgodovini, ga imajo še zdaj. 
Večina mest je majhnih, le 14 jih ima več kot 20.000 prebivalcev. Mesta so dokaj enakomerno porazdeljena po državi. Ob popisu 2001 je 66.7 % prebivalstva živelo v mestih, odstotek pa narašča. 

## Seznam
| Mesto               | Izgovorjava (pomoč) | Prebivalstvo | Prebivalstvo | Mestne pravice | Okrožje               | Občina              |
| Mesto               | Izgovorjava (pomoč) | 2001         | 2020         | Mestne pravice | Okrožje               | Občina              |
| ------------------- | ------------------- | ------------ | ------------ | -------------- | --------------------- | ------------------- |
| Vilna (Vilnius)     | Poslušaj • Info     | 554.281      | 580.020      | 1387           | Vilensko okrožje      | Občina Vilna        |
| Kaunas              | Poslušaj • Info     | 378.943      | 289.380      | 1408           | Kaunaško okrožje      | Občina Kaunas       |
| Klajpeda (Klaipėda) | Poslušaj • Info     | 192.954      | 149.157      | 1257           | Klajpedsko okrožje    | Občina Klajpeda     |
| Šiauliai            | Poslušaj • Info     | 133.883      | 101.514      | 1589           | Šiauliajsko okrožje   | Občina Šiauliai     |
| Panevėžys           | Poslušaj • Info     | 119.749      | 85.885       | 1837           | Panevežijsko okrožje  | Občina Panevėžys    |
| Alytus              | Poslušaj • Info     | 71.491       | 49.888       | 1581           | Alytuško okrožje      | Občina Alytus       |
| Marijampolė         | Poslušaj • Info     | 48.675       | 34.968       | 1792           | Marijampolsko okrožje | Občina Marijampolė  |
| Mažeikiai           | Poslušaj • Info     | 42.675       | 32.477       | 1924           | Telšiajsko okrožje    | Občina Mažeikiai    |
| Jonava              | Poslušaj • Info     | 34.954       | 26.427       | 1864           | Kaunaško okrožje      | Občina Jonava       |
| Utena               | Poslušaj • Info     | 33.860       | 25.395       | 1599           | Utensko okrožje       | Občina Utena        |
| Kėdainiai           | Poslušaj • Info     | 32.048       | 22.682       | 1590           | Kaunaško okrožje      | Občina Kėdainiai    |
| Tauragė             | Poslušaj • Info     | 29.124       | 21.516       | 1924           | Tauraško okrožje      | Občina Tauragė      |
| Telšiai             | Poslušaj • Info     | 31.460       | 21.294       | 1791           | Telšiajsko okrožje    | Občina Telšiai      |
| Ukmergė             | Poslušaj • Info     | 28.759       | 20.144       | 1486           | Vilensko okrožje      | Občina Ukmergė      |
| Visaginas           | Poslušaj • Info     | 29.554       | 18.031       | 1977           | Utensko okrožje       | Občina Visaginas    |
| Plungė              | Poslušaj • Info     | 23.436       | 18.904       | 1792           | Telšiajsko okrožje    | Občina Plungė       |
| Kretinga            | Poslušaj • Info     | 21.423       | 18.732       | 1609           | Klajpedsko okrožje    | Občina Kretinga     |
| Gargždai            | Poslušaj • Info     | 15.212       | 16.814       | 1792           | Klajpedsko okrožje    | Občina Klajpeda     |
| Šilutė              | Poslušaj • Info     | 21.476       | 16.812       | 1941           | Klajpedsko okrožje    | Občina Šilutė       |
| Radviliškis         | Poslušaj • Info     | 20.339       | 16.344       | 1923           | Šiauliajsko okrožje   | Občina Radviliškis  |
| Palanga             | Poslušaj • Info     | 17.623       | 15.474       | 1791           | Klajpedsko okrožje    | Občina Palanga      |
| Biržai              | Poslušaj • Info     | 15.262       | 15.262       | 1589           | Panevežijsko okrožje  | Občina Biržai       |
| Rokiškis            | Poslušaj • Info     | 16.746       | 14.351       | 1920           | Panevežijsko okrožje  | Občina Rokiškis     |
| Kuršėnai            | Poslušaj • Info     | 14.197       | 14.197       | 1946           | Šiauliajsko okrožje   | Občina Šiauliai     |
| Druskininkai        | Poslušaj • Info     | 18.233       | 14.172       | 1893           | Alytuško okrožje      | Občina Druskininkai |
| Elektrėnai          | Poslušaj • Info     | 14.050       | 13.664       | 1962           | Vilensko okrožje      | Občina Elektrėnai   |
| Garliava            | Poslušaj • Info     | 13.322       | 13.423       | 1958           | Kaunaško okrožje      | Občina Kaunas       |
| Jurbarkas           | Poslušaj • Info     | 13.797       | 13.797       | 1611           | Tauraško okrožje      | Občina Jurbarkas    |
| Raseiniai           | Poslušaj • Info     | 12.541       | 12.541       | 1492–1506      | Kaunaško okrožje      | Občina Raseiniai    |
| Vilkaviškis         | Poslušaj • Info     | 13.283       | 13.283       | 1660           | Marijampolsko okrožje | Občina Vilkaviškis  |
| Lentvaris           | Poslušaj • Info     | 11.773       | 11.773       | 1946           | Vilensko okrožje      | Občina Trakai       |
| Joniškis            | Poslušaj • Info     | 11.329       | 11.329       | 1616           | Šiauliajsko okrožje   | Občina Joniškis     |
| Grigiškės           | Poslušaj • Info     | 11.448       | 11.448       | 1958           | Vilensko okrožje      | Občina Vilna        |
| Anykščiai           | Poslušaj • Info     | 11.958       | 10.575       | 1516           | Utensko okrožje       | Občina Anykščiai    |
| Kelmė               | Poslušaj • Info     | 10.900       | 10.302       | 1947           | Šiauliajsko okrožje   | Občina Kelmė        |
| Varėna              | Poslušaj • Info     | 10.845       | 10.296       | 1946           | Alytuško okrožje      | Občina Varėna       |
| Prienai             | Poslušaj • Info     | 11.353       | 9.867        | 1609           | Kaunaško okrožje      | Občina Prienai      |
| Kaišiadorys         | Poslušaj • Info     | 10.002       | 9.729        | 1946           | Kaunaško okrožje      | Občina Kaišiadorys  |
| Naujoji Akmenė      | Poslušaj • Info     | 12.345       | 9.300        | 1792           | Šiauliajsko okrožje   | Občina Akmenė       |
| Pasvalys            | Poslušaj • Info     | 8.709        | 8.296        | 1946           | Panevežijsko okrožje  | Občina Pasvalys     |
| Kupiškis            | Poslušaj • Info     | 8.451        | 8.082        | 1791           | Panevežijsko okrožje  | Občina Kupiškis     |
| Zarasai             | Poslušaj • Info     | 8.365        | 7.766        | 1843           | Utensko okrožje       | Občina Zarasai      |
| Skuodas             | Poslušaj • Info     | 7.896        | 7.358        | 1572           | Klajpedsko okrožje    | Občina Skuodas      |
| Kazlų Rūda          | Poslušaj • Info     | 7.401        | 7.162        | 1950           | Marijampolsko okrožje | Občina Kazlų Rūda   |
| Širvintos           | Poslušaj • Info     | 7.273        | 7.070        | 1950           | Vilensko okrožje      | Občina Širvintos    |
| Molėtai             | Poslušaj • Info     | 7.221        | 6.949        | 1956           | Utensko okrožje       | Občina Molėtai      |
| Šalčininkai         | Poslušaj • Info     | 6.722        | 6.563        | 1956           | Vilensko okrožje      | Občina Šalčininkai  |
| Šakiai              | Poslušaj • Info     | 6795         | 6.511        | 1776           | Marijampolsko okrožje | Občina Šakiai       |
| Švenčionėliai       | Poslušaj • Info     | 6.923        | 6.346        | 1920           | Vilensko okrožje      | Občina Švenčionys   |
| Pabradė             | Poslušaj • Info     | 6.525        | 6.236        | 1946           | Vilensko okrožje      | Občina Švenčionys   |
| Kybartai            | Poslušaj • Info     | 6.556        | 6.209        | 1947           | Marijampolsko okrožje | Občina Vilkaviškis  |
| Ignalina            | Poslušaj • Info     | 6.591        | 6.119        | 1950           | Utensko okrožje       | Občina Ignalina     |
| Šilalė              | Poslušaj • Info     | 6.281        | 6.037        | 1950           | Tauraško okrožje      | Občina Šilalė       |
| Nemenčinė           | Poslušaj • Info     | 5.892        | 5.876        | 1955           | Vilensko okrožje      | Občina Vilna        |
| Pakruojis           | Poslušaj • Info     | 6.057        | 5.750        | 1950           | Šiauliajsko okrožje   | Občina Pakruojis    |
| Švenčionys          | Poslušaj • Info     | 5.684        | 5.566        | 1800           | Vilensko okrožje      | Občina Švenčionys   |
| Trakai              | Poslušaj • Info     | 5.725        | 5.373        | 1409           | Vilensko okrožje      | Občina Trakai       |
| Vievis              | Poslušaj • Info     | 5.303        | 5.049        | 1950           | Vilensko okrožje      | Občina Elektrėnai   |
| Kalvarija           | Poslušaj • Info     | 5.090        | 5.013        | 1791           | Marijampolsko okrožje | Občina Kalvarija    |
| Lazdijai            | Poslušaj • Info     | 5.140        | 4.811        | 1957           | Alytuško okrožje      | Občina Lazdijai     |
| Rietavas            | Poslušaj • Info     | 3.979        | 3.843        | 1792           | Telšiajsko okrožje    | Občina Rietavas     |
| Žiežmariai          | Poslušaj • Info     | 3.884        | 3.759        | 1792           | Kaunaško okrožje      | Občina Kaišiadorys  |
| Eišiškės            | Poslušaj • Info     | 3.765        | 3.610        | 1950           | Vilensko okrožje      | Občina Šalčininkai  |
| Ariogala            | Poslušaj • Info     | 3.697        | 3.458        | 1792           | Kaunaško okrožje      | Občina Raseiniai    |
| Neringa             | Poslušaj • Info     | 2.386        | 3.371        | 1961           | Klajpedsko okrožje    | Občina Neringa      |
| Šeduva              | Poslušaj • Info     | 3.400        | 3.200        | 1654           | Šiauliajsko okrožje   | Občina Radviliškis  |
| Birštonas           | Poslušaj • Info     | 3.225        | 3.172        | 1518?          | Kaunaško okrožje      | Občina Birštonas    |
| Venta               | Poslušaj • Info     | 3.412        | 2.959        | 1978           | Šiauliajsko okrožje   | Občina Akmenė       |
| Akmenė              | Poslušaj • Info     | 3.140        | 2.690        | 1792           | Šiauliajsko okrožje   | Občina Akmenė       |
| Tytuvėnai           | Poslušaj • Info     | 2.851        | 2.690        | 1956           | Šiauliajsko okrožje   | Občina Kelmė        |
| Rūdiškės            | Poslušaj • Info     | 2.559        | 2.472        | 1958           | Vilensko okrožje      | Občina Trakai       |
| Vilkija             | Poslušaj • Info     | 2.338        | 2.301        | 1792           | Kaunaško okrožje      | Občina Kaunas       |
| Pagėgiai            | Poslušaj • Info     | 2.393        | 2.236        | 1923           | Tauraško okrožje      | Občina Pagėgiai     |
| Viekšniai           | Poslušaj • Info     | 2.270        | 2.198        | 1791           | Telšiajsko okrožje    | Občina Mažeikiai    |
| Žagarė              | Poslušaj • Info     | 2.312        | 2.115        | 1924           | Šiauliajsko okrožje   | Občina Joniškis     |
| Ežerėlis            | Poslušaj • Info     | 2.051        | 2.014        | 1956           | Kaunaško okrožje      | Občina Kaunas       |
| Skaudvilė           | Poslušaj • Info     | 2.140        | 1.976        | 1950           | Tauraško okrožje      | Občina Tauragė      |
| Gelgaudiškis        | Poslušaj • Info     | 2.029        | 1.936        | 1958           | Marijampolsko okrožje | Občina Šakiai       |
| Kudirkos Naumiestis | Poslušaj • Info     | 1.997        | 1.916        | 1643           | Marijampolsko okrožje | Občina Šakiai       |
| Simnas              | Poslušaj • Info     | 1.980        | 1.844        | 1626           | Alytuško okrožje      | Občina Alytus       |
| Salantai            | Poslušaj • Info     | 1.942        | 1.825        | 1746           | Klajpedsko okrožje    | Občina Kretinga     |
| Linkuva             | Poslušaj • Info     | 1.797        | 1.735        | 1950           | Šiauliajsko okrožje   | Občina Pakruojis    |
| Ramygala            | Poslušaj • Info     | 1.733        | 1.695        | 1957           | Panevežijsko okrožje  | Občina Panevėžys    |
| Priekulė            | Poslušaj • Info     | 1.725        | 1.663        | 1948           | Klajpedsko okrožje    | Občina Klajpeda     |
| Veisiejai           | Poslušaj • Info     | 1.762        | 1.592        | 1956           | Alytuško okrožje      | Občina Lazdijai     |
| Daugai              | Poslušaj • Info     | 1.458        | 1.458        | 1792           | Alytuško okrožje      | Občina Alytus       |
| Joniškėlis          | Poslušaj • Info     | 1.477        | 1.477        | 1736           | Panevežijsko okrožje  | Občina Pasvalys     |
| Jieznas             | Poslušaj • Info     | 1.476        | 1.476        | 1956           | Kaunaško okrožje      | Občina Prienai      |
| Obeliai             | Poslušaj • Info     | 1.371        | 1.293        | 1956           | Panevežijsko okrožje  | Občina Rokiškis     |
| Varniai             | Poslušaj • Info     | 1.355        | 1.258        | 1950           | Telšiajsko okrožje    | Občina Telšiai      |
| Virbalis            | Poslušaj • Info     | 1.351        | 1.250        | 1593           | Marijampolsko okrožje | Občina Vilkaviškis  |
| Seda                | Poslušaj • Info     | 1.309        | 1.189        | 1950           | Telšiajsko okrožje    | Občina Mažeikiai    |
| Vabalninkas         | Poslušaj • Info     | 1.328        | 1.155        | 1775           | Panevežijsko okrožje  | Občina Biržai       |
| Subačius            | Poslušaj • Info     | 1.180        | 1.105        | 1958           | Panevežijsko okrožje  | Občina Kupiškis     |
| Baltoji Vokė        | Poslušaj • Info     | 1.073        | 1.073        | 1958           | Vilensko okrožje      | Občina Šalčininkai  |
| Pandėlys            | Poslušaj • Info     | 1.024        | 941          | 1956           | Panevežijsko okrožje  | Občina Rokiškis     |
| Dūkštas             | Poslušaj • Info     | 1.070        | 930          | 1956           | Utensko okrožje       | Občina Ignalina     |
| Užventis            | Poslušaj • Info     | 898          | 844          | 1746           | Šiauliajsko okrožje   | Občina Kelmė        |
| Dusetos             | Poslušaj • Info     | 914          | 831          | 1950           | Utensko okrožje       | Občina Zarasai      |
| Kavarskas           | Poslušaj • Info     | 809          | 692          | 1956           | Utensko okrožje       | Občina Anykščiai    |
| Smalininkai         | Poslušaj • Info     | 653          | 600          | 1945           | Tauraško okrožje      | Občina Jurbarkas    |
| Troškūnai           | Poslušaj • Info     | 525          | 451          | 1956           | Utensko okrožje       | Občina Anykščiai    |
| Panemunė            | Poslušaj • Info     | 329          | 319          | 1837           | Tauraško okrožje      | Občina Pagėgiai     |